# Within the Realm of a Dying Sun
Within the Realm of a Dying Sun (укр. У царстві вмираючого Сонця) — третій студійний альбом гурту Dead Can Dance, випущений на британському лейблі 4AD в липні 1987 року.
За словами Брендана Перрі, головним мотивом альбому стало сприйняття смерті.
Фотографія, використана на обкладинці альбому, зроблена в Парижі на кладовищі Пер-Лашез. Це зображення надгробка на могилі французького політика Франсуа Венсана Распая. У записі альбому були використані скрипка, альт, гобой, віолончель.

## Список пісень
Автор музики і слів Ліза Геррард та Брендан Перрі. 
| #  | Назва                                   | Тривалість |
| -- | --------------------------------------- | ---------- |
| 1. | «Anywhere Out of the World»             | 5:08       |
| 2. | «Windfall»                              | 3:30       |
| 3. | «In the Wake of Adversity»              | 4:14       |
| 4. | «Xavier»                                | 6:16       |
| 5. | «Dawn of the Iconoclast»                | 2:06       |
| 6. | «Cantara»                               | 5:58       |
| 7. | «Summoning of the Muse»                 | 4:55       |
| 8. | «Persephone (The Gathering of Flowers)» | 6:36       |